# 華盛頓參議員 (1891年—1899年)
華盛頓參議員（英語：Washington Senators）是一支19世紀的美國職棒球隊。暱稱為華盛頓國民和華盛頓州議員。球隊主場為邊界球場。
1891年，球隊以華盛頓州議員加盟美國協會，結果只打了一年協會便宣告解散。隔年他們加入國家聯盟，並由厄爾·華格納擔任球隊老闆。1899年球季結束後，國聯打算進行縮編，將12支球隊減至8支球隊，因此參議員最後宣告球隊解散。
參議員隊史9年從來沒有一年勝率突破5成，隊史累積勝率僅3成66。在參議員解散後，曾有兩支大聯盟球隊也叫做華盛頓參議員。他們後來演變成現今的明尼蘇達雙城與德州遊騎兵。2005年，大聯盟睽違已久決定在華盛頓特區建立一支大聯盟球隊，但遊騎兵已擁有華盛頓參議員此名稱的版權。因此蒙特婁博覽會在搬家後改名為華盛頓國民。據傳這個名稱原本是雙城隊前身—華盛頓參議員打算要取的隊名。

## 美國國家棒球名人堂球員
| 華盛頓參議員名人堂球員 | 華盛頓參議員名人堂球員 | 華盛頓參議員名人堂球員 | 華盛頓參議員名人堂球員 |
| 球員名字               | 守備位置               | 效力期間               | 入選年度               |
| ---------------------- | ---------------------- | ---------------------- | ---------------------- |
| 羅傑·布瑞斯納罕        | C/OF                   | 1897年                 | 1945年                 |
| 吉姆·歐魯克            | OF/總教練              | 1893年                 | 1945年                 |

## 外部連結
- Team index page （页面存档备份，存于） at Baseball Reference